# Rayderley Zapata
Rayderley Miguel Zapata Santana (conocido como Ray Zapata; Santo Domingo, República Dominicana, 26 de mayo de 1993) es un deportista dominicano que compite en gimnasia artística, especialista en las pruebas de suelo y salto de potro.
Participó en tres Juegos Olímpicos de Verano, entre los años 2016 y 2024, obteniendo una medalla de plata en Tokio 2020, en la prueba de suelo. Ganó una medalla de bronce en el Campeonato Mundial de Gimnasia Artística de 2015 y una medalla de oro en los Juegos Europeos de Bakú 2015.

## Biografía
Nació en la República Dominicana y con diez años emigró junto con su madre a España, a la isla de Lanzarote. En 2010 se trasladó a Barcelona para ser entrenado por el bicampeón olímpico Gervasio Deferr y por Víctor Cano en el CAR de San Cugat, en el que permaneció tres años, ya que fue asignado al CAR de Madrid para integrarse a la selección nacional.
En los Juegos Olímpicos de Río 2016 no pudo clasificarse para la final de su especialidad, el suelo, y tuvo que conformarse con el undécimo lugar. En los Juegos Olímpicos de Tokio 2020, obtuvo la medalla de plata en la prueba de suelo, con una nota de 14,933 puntos, la misma que el ganador de la prueba, el israelí Artiom Dolgopiat, pero debido a que la dificultad de su ejercicio fue una décima menor, quedó en segundo lugar. En su tercera participación olímpica, París 2024, solo pudo disputar la final de suelo, en la que terminó séptimo.
En la Copa del Mundo disputada en 2014 en Cottbus obtuvo la medalla de bronce en salto de potro. En 2015 ganó la medalla de oro en los Juegos Europeos y la medalla de bronce en el Campeonato Mundial de Gimnasia Artística de 2015, ambas en la competición de suelo. En noviembre de 2016 fue segundo en la prueba de suelo de la Copa del Mundo realizada en Cottbus. En los Juegos Mediterráneos de Tarragona 2018 se colgó dos medallas de oro, en el concurso por equipos y en suelo.
Creó dos saltos de la prueba de suelo que fueron incluidos en el código de puntuación de la FIG, el Zapata I y el Zapata II, una modificación del salto anterior.
Aparte de su carrera deportiva, en 2023 participó en el concurso de telerrealidad Traitors España de la plataforma HBO Max.

## Palmarés internacional
| Juegos Olímpicos   | Juegos Olímpicos      | Juegos Olímpicos  | Juegos Olímpicos |
| Año                | Lugar                 | Medalla           | Prueba           |
| ------------------ | --------------------- | ----------------- | ---------------- |
| 2020               | Tokio (Japón)         | Medalla de plata  | Suelo            |
| Campeonato Mundial |                       |                   |                  |
| Año                | Lugar                 | Medalla           | Competición      |
| 2015               | Glasgow (Reino Unido) | Medalla de bronce | Suelo            |
| Juegos Europeos    |                       |                   |                  |
| Año                | Lugar                 | Medalla           | Competición      |
| 2015               | Bakú (Azerbaiyán)     | Medalla de oro    | Suelo            |